# Canoparmelia raunkiaeri
Canoparmelia raunkiaeri är en lavart som först beskrevs av Vain., och fick sitt nu gällande namn av Elix & Hale. Canoparmelia raunkiaeri ingår i släktet Canoparmelia och familjen Parmeliaceae.   Inga underarter finns listade i Catalogue of Life.